# كاثرين بورون
كاثرين بورون (Kathrin Boron) هي لاعبة أولمبية لرياضة تجديف من ألمانيا. شاركت في الأولمبياد الصيفي في 1992–2008، وفازت بما مجموعه 5 ميداليات.

## الميداليات
| ذهب | فضة | برونز | المجموع |
| 4   | 0   | 1     | 5       |

## روابط خارجية
- كاثرين بورون على موقع الاتحاد الدولي للتجديف (الإنجليزية)
- كاثرين بورون على موقع اللجنة الأولمبية الدولية (الإنجليزية)
- كاثرين بورون على موقع أوليمبيديا (الإنجليزية)